# Tragédie de l'Obiou
Le 13 novembre 1950 un Douglas C-54B Skymaster (une variante du Douglas DC-4) de la compagnie canadienne Curtiss-Reid Flying Services percute le sommet de la Grande Tête de l'Obiou dans l'Isère en France. Les 58 passagers et membres d'équipage sont tués sur le coup.

## L'accident
Le « Pèlerin Canadien » ramenait des pèlerins de Rome à Montréal via Paris, Shannon et Keflavík. Le pilote aurait fait une erreur de navigation due à la dérive vers l'est d'un vent d'ouest plus fort que prévu, s'éloignant d'une centaine de kilomètres de sa route normale, suivant peut-être la Durance confondue avec le Rhône par faible visibilité.

## Hommages
- Un cimetière-mémorial a été construit à partir des débris de l'avion à l'entrée du village de La Salette-Fallavaux, proche du lieu de l'accident[3].

- L'avenue de l'Obiou a été nommée en l'honneur des victimes de cette tragédie. Spécifiquement pour celles originaires de la région de la ville de Québec. L'hommage a été fait en 1955 dans l'ancienne municipalité de Montmorency maintenant présente dans la ville de Québec.

### Émission radiophonique
- Antoine Poncet, « Le crash de l’Obiou : une morgue à ciel ouvert », Podcast de 17 min [], sur ledauphine.com, Histoires d'en haut, 9 novembre 2022 (consulté le 19 juillet 2023).